# 74. ročník udílení Oscarů
74. ročník udílení Oscarů proběhl 24. března 2002 v Kodak Theatre Hollywood, (Los Angeles) a udílel ocenění pro nejlepší filmařské počiny roku 2001. Udílely se ceny ve 24 kategoriích a producenty byla Laura Ziskin. Večer moderovala po čtvrté Whoopi Goldberg.

## Nominace a vítězové
Vítězové v dané kategorii jsou uvedeni tučně.
| Nejlepší film | Nejlepší režie |
| --- | --- |
| Čistá duše - Gosford Park - V ložnici - Pán prstenů: Společenstvo Prstenu - Moulin Rouge! | Ron Howard – Čistá duše - Ridley Scott – Černý jestřáb sestřelen - Robert Altman – Gosford Park - Peter Jackson – TPán prstenů: Společenstvo Prstenu - David Lynch – Mulholland Drive |
| Nejlepší herec | Nejlepší herečka |
| Denzel Washington jako Alonzo Harris – Training Day - Russell Crowe jako John Forbes Nash Jr. – Čistá duše - Sean Penn jako Sam Dawson – Jmenuji se Sam - Will Smith jako Muhammad Ali – Ali - Tom Wilkinson jako Dr. Matthew Fowler – V ložnici | Halle Berryová jako Leticia Musgrove – Ples příšer - Judi Dench jako Iris Murdoch – Iris - Nicole Kidman jako Satine – Moulin Rouge! - Sissy Spacek jako Ruth Fowler – V ložnici - Renée Zellweger jako Bridget Jones – Deník Bridget Jonesové                                              |
| Nejlepší herec ve vedlejší roli | Nejlepší herečka ve vedlejší roli |
| Jim Broadbent jako John Bayley – Iris - Ethan Hawke jako strážník Jake Hoyt – Training Day - Ben Kingsley jako Don Logan – Sexy bestie - Ian McKellen jako Gandalf – Pán prstenů: Společenstvo Prstenu - Jon Voight jako Howard Cosell – Ali | Jennifer Connelly jako Alicia de Lardé-Nash – Čistá duše - Helen Mirren jako Jane Wilson – Gosford Park - Maggie Smith jako Constance Trentham – Gosford Park - Marisa Tomei jako Natalie Strout – V ložnici - Kate Winslet jako Iris Murdoch – Iris                                        |
| Nejlepší původní scénář | Nejlepší adaptovaný scénář |
| Gosford Park – Julian Fellowes - Amélie z Montmartru – Guillaume Laurant a Jean-Pierre Jeunet - Memento – Christopher Nolan a Jonathan Nolan - Ples příšer– Milo Addica a Will Rokos - Taková zvláštní rodinka – Wes Anderson a Owen Wilson | Čistá duše – Akiva Goldsman - Přízračný svět – Daniel Clowes a Terry Zwigoff - V ložnici – Rob Festinger a Todd Fieldbased - Pán prstenů: Společenstvo Prstenu – Fran Walsh, Philippa Boyens a Peter Jackson - Shrek – Ted Elliott, Terry Rossio, Joe Stillman a Roger S. H. Schulman       |
| Nejlepší cizojazyčný film | Nejlepší dokument |
| Země nikoho (Bosna a Hercegovina) – Danis Tanović - Amélie z Montmartru (Francie) – Jean-Pierre Jeunet - Elling (Norsko) – Petter Ness - Lagaan - tenkrát v Indii (Indie) – Ashutosh Gowariker - Syn nevěsty (Argentina) – Juan José Campanella | Murder on a Sunday Morning – Jean-Xavier de Lestrade a Denis Poncet - Children Underground – Edet Belzberg - LaLee's Kin: The Legacy of Cotton – Susan Froemke a Deborah Dickson - Promises – Justine Shapiro a B.Z. Goldberg - Válečný fotograf – Christian Frei                           |
| Nejlepší krátký dokument | Nejlepší krátký hraný film |
| Thoth – Sarah Kernochan a Lynn Appelle - Artists and Orphans: A True Drama – Lianne Klapper McNally - Sing! – Freida Lee Mock a Jessica Sanders | The Accountant – Ray McKinnon a Lisa Blount - Copy Shop – Virgil Widrich - Gregor's Greatest Invention – Johannes Kiefer - Mužská záležitost – Sławomir Fabicki a Bogumil Godfrejow - Speed for Thespians – Kalman Apple a Shameela Bakhsh                                                  |
| Nejlepší animovaný film | Nejlepší krátký animovaný film |
| Shrek – Aron Warner - Jimmy Neutron – Steve Oedekerk a John A. Davis - Příšerky s.r.o.– Pete Docter a John Lasseter | Ptačí svět – Ralph Eggleston - Fifty Percent Grey – Ruairí Robinson a Seamus Byrne - Give Up Yer Aul Sins – Cathal Gaffney a Darragh O’Connell - UFO - tajemní návštěvníci – Cordell Barker - Stubble Trouble – Joseph E. Merideth                                                          |
| Nejlepší píseň | Nejlepší zvukové efekty |
| „If I Didn't Have You“ – Randy Newman – Příšerky s.r.o. - „May It Be“ – Enya, Nicky Ryan a Roma Ryan – Pán prstenů: Společenstvo Prstenu - „There You'll Be“ –Diane Warren – Pearl Harbor - „Until...“ – Sting – Kate a Leopold - „Vanilla Sky“ – Paul McCartney – Vanilkové nebe | Pearl Harbor – George Watters II a Christopher Boyes - Příšerky s.r.o. – Gary Rydstrom a Michael Silvers |
| Nejlepší zvuk | Nejlepší výprava |
| Černý jestřáb sestřelen – Michael Minkler, Myron Nettinga a Chris Munro - Amélie z Montmartru – Vincent Arnardi, Guillaume Leriche a Jean Umansky - Pán prstenů: Společenstvo Prstenu – Christopher Boyes, Michael Semanick, Gethin Creagh a Hammond Peek - Moulin Rouge! – Andy Nelson, Anna Behlmer, Roger Savage a Guntis Sics - Pearl Harbor – Greg P. Russell, Peter J. Devlin a Kevin O'Connell | Moulin Rouge! – Catherine Martin a Brigitte Broch - Amélie z Montmartru – Aline Bonetto a Marie-Laure Valla - Gosford Park – Stephen Altman a Anna Pinnock - Harry Potter a Kámen mudrců – Stuart Craig a Stephenie McMillan - Pán prstenů: Společenstvo Prstenu – Grant Major a Dan Hennah |
| Nejlepší kamera | Nejlepší střih |
| Pán prstenů: Společenstvo Prstenu – Andrew Lesnie - Amélie z Montmartru – Bruno Delbonnel - Černý jestřáb sestřelen – Sławomir Idziak - Muž, který nebyl – Roger Deakins - Moulin Rouge! – Donald M. McAlpine | Černý jestřáb sestřelen – Pietro Scalia - Čistá duše – Mike Hill a Dan Hanley - Pán prstenů: Společenstvo Prstenu – John Gilbert - Memento – Dody Dorn - Moulin Rouge! – Jill Bilcock |
| Nejlepší masky | Nejlepší kostýmy |
| Pán prstenů: Společenstvo Prstenu – Peter Owen a Richard Taylor - Čistá duše – Greg Cannom a Colleen Callaghan - Moulin Rouge! – Maurizio Silvi a Aldo Signoretti | Moulin Rouge! – Catherine Martin a Angus Strathie - Aféra s náhrdelníkem – Milena Canonero - Gosford Park – Jenny Beavan - Harry Potter a Kámen mudrců – Judianna Makovsky - Pán prstenů: Společenstvo Prstenu – Ngila Dickson and Richard Taylor                                           |
| Nejlepší hudba | Nejlepší vizuální efekty |
| Pán prstenů: Společenstvo Prstenu – Howard Shore - A.I. Umělá inteligence – John Williams - Čistá duše – James Horner - Harry Potter a Kámen mudrců – John Williams - Příšerky s.r.o. – Randy Newman | Pán prstenů: Společenstvo Prstenu – Jim Rygiel, Randall William Cook, Richard Taylor a Mark Stetson - A.I. Umělá inteligence – Dennis Muren, Scott Farrar, Stan Winston a Michael Lantieri - Pearl Harbor – Eric Brevig, John Frazier, Ed Hirsh a Ben Snow                                  |